# Tugby
Tugby är en ort i Storbritannien.   Den ligger i grevskapet Leicestershire och riksdelen England, i den södra delen av landet, 130 km norr om huvudstaden London. Tugby ligger 178 meter över havet och antalet invånare är 316.
Terrängen runt Tugby är huvudsakligen platt. Tugby ligger uppe på en höjd. Runt Tugby är det ganska tätbefolkat, med 134 invånare per kvadratkilometer. Närmaste större samhälle är Leicester, 17,7 km väster om Tugby. Trakten runt Tugby består till största delen av jordbruksmark.